# Table de Capitalisation
Une table de capitalisation est un tableau fournissant une analyse des pourcentages de propriété, de dilution des capitaux propres et de la valeur des capitaux propres d'une entreprise à chaque cycle d'investissement par les fondateurs, les investisseurs et d'autres propriétaires,. 

## Aperçu
Dans sa forme la plus simple, une table de capitalisation est un grand livre qui suit la participation au capital des actionnaires d'une entreprise. Cependant, le terme peut faire référence à la manière dont toute entreprise garde une trace de toutes les informations pertinentes liées à toutes ses parties prenantes (y compris la dette, la dette convertible, les options, les bons de souscription et les détenteurs de dérivés) et leurs créances sur la société. Les sociétés anonyme avec appel public à l'épargne utilisent principalement des agents de transfert et un large éventail de technologies et de systèmes pour garder une trace de leurs informations sur les parties prenantes. Les sociétés privées ont généralement une structure du capital beaucoup plus simple et des exigences comptables des parties prenantes plus limitées. Dans les premiers stades de leur développement, les entreprises privées peuvent suivre leurs actionnaires dans un simple document ou un tableur. Les tables de capitalisation sont largement utilisées par les entrepreneurs, les investisseurs en capital-risque et les banquiers d'investissement pour modéliser et analyser des événements tels que la dilution de la propriété, l'émission d'options d'achat d'actions pour les employés ou l'émission de nouveaux titres. Après plusieurs tours de financement, une table de plafonnement peut devenir très complexe. 
La plupart des tables de capitalisation sont gérées dans des feuilles de calcul, qui peuvent manquer d'évolutivité - souvent, leur maintenance et leur mise à jour prennent du temps et elles sont sujettes aux erreurs humaines. Ces dernières années, le logiciel d'automatisation des tables de capitalisation est devenu populaire auprès des entreprises en croissance avec des structures de capitaux propres de plus en plus complexes. 
| Actionnaire | Nombre d'actions | Part du capital |
| ----------- | ---------------- | --------------- |
| Marie       | 5000             | 50%             |
| Jean        | 2500             | 25%             |
| Elise       | 2500             | 25%             |

## Relation avec les actions de la société
Dans le passé, les sociétés émettaient des actions sur des certificats d'actions papier, puis utilisaient la table de capitalisation comme représentation comptable et résumé de l'actionnariat. Les entreprises publiques ont de plus en plus éliminé tous les certificats d'actions papier dans un processus appelé «dématérialisation» pour simplifier et réduire les coûts de transaction. La plupart des régulateurs mondiaux du système financier encouragent la dématérialisation. 
Aux États-Unis et dans de nombreux autres pays, les entreprises peuvent utiliser leur table de capitalisation comme seul système d'enregistrement pour enregistrer la propriété des actions. Les lois des États américains soutiennent un concept d'actions non certifiées ou d' inscription en compte où la table de capitalisation est le dossier juridique officiel de la propriété des actions. 

## Analyse de cascade
À mesure qu'une table de capitalisation devient plus complexe, les pourcentages de propriété indiqués sur le table de capitalisation peuvent différer du pourcentage réel du produit distribué aux actionnaires lors d'un événement de liquidité . Certains commentateurs de l'industrie ont qualifié la différence entre le pourcentage de propriété réel sur le table de capitalisation et le pourcentage d'un actionnaire du produit de la sortie de "propriété comptable" (pourcentage de propriété réel sur la table de capitalisation) par rapport à la "propriété économique" (pourcentage du produit disponible pour les capitaux propres). 
Cette situation conduit au concept de «cascade» ou «analyse de cascade». Une analyse en cascade détaille les paiements exacts à chaque actionnaire sur le table de capitalisation d'une entreprise en fonction d'un montant spécifique de produit disponible pour les capitaux propres dans un scénario de liquidité particulier. Puisqu'une entreprise ne sait souvent pas si, quand ou comment elle réalisera un événement de liquidité, l'analyse des cascades couvre généralement un éventail d'hypothèses de liquidité. Les graphiques des préférences de liquidation étendent l'analyse, montrant les résultats économiques disponibles pour les investisseurs à toutes les évaluations sur une gamme de résultats, plutôt que de se concentrer sur un point spécifique ou un ensemble discret de points. 